# 1175 en santé et médecine
| Années de la santé et de la médecine : 1172 - 1173 - 1174 - 1175 - 1176 - 1177 - 1178    |
| Décennies de la santé et de la médecine : 1140 - 1150 - 1160 - 1170 - 1180 - 1190 - 1200 |

Cet article présente les faits marquants de l'année 1175 en santé et médecine.

## Événement
- Première occurrence connue du mot « maladerie » (« hôpital pour lépreux »), dérivé de « malade » et qui, en 1572, aura donné « maladrerie » par attraction de « ladre » (« lépreux[1],[2] »).

## Fondations
- Vers 1175 : création à Angers de l'hôtel-Dieu Saint-Jean l'Évangéliste[3].
- 1166-1175 : « le prieuré augustin de Wormegay, en Est-Anglie, est fondé par Reginald de Warenne (en) avec un asile pour treize lépreux, sous la responsabilité des chanoines réguliers[4] ».
- 1172-1175 : première mention, dans une charte de confirmation de Henri II, roi d'Angleterre et duc de Normandie, de la léproserie Saint-Nicolas de la Chesnaie, à Bayeux, « établissement fondé probablement par Guillaume le Conquérant[5] ».

## Naissances
- Vers 1168 ou vers 1175 : Robert Grossetête (mort en 1253), théologien  et auteur de traités scientifiques dans lesquels, en médecine, il a employé « la méthode de résolution et composition, appliquée à l'étude du processus d'action des médicaments », dans le cas, par exemple, de la scammonée et de la bile[6].
- Vers 1175 : Michel Scot (mort après 1232), philosophe, médecin, alchimiste et astrologue écossais, traducteur des commentaires d'Averroès sur les ouvrages d'Aristote[7].

## Décès
- Vers 1165 ou en 1175-1176 : Al Idrissi (né vers 1100), géographe, botaniste et médecin arabe, auteur  d'une importante pharmacopée mentionnée sous divers titres, dont celui de Kitāb al-Jāmiʿ li-ṣifāt aštāt al-nabāt wa ḍurūb anwāʿ al-mufradāt (« Livre des propriétés de diverses plantes et remèdes variés »), où les noms sont donnés en plusieurs langues, dont le syriaque, le grec, le persan, le hindi, le latin ou le berbère[8].